# Pagode baiano
Pagode baiano (também chamado pagodão, swingueira ou quebradeira) é um gênero musical brasileiro criado em Salvador, Bahia, oriundo da mistura de samba-reggae e pagode, tendo como principal diferença a inclusão de percussão, um ritmo mais acelerado e geralmente acompanhado de coreografias. Por ser um gênero de origem baiana, é erroneamente confundido com o axé music, principalmente por ambos estilos estarem na moda no Brasil entre as décadas de 1990 e 2000.

## História

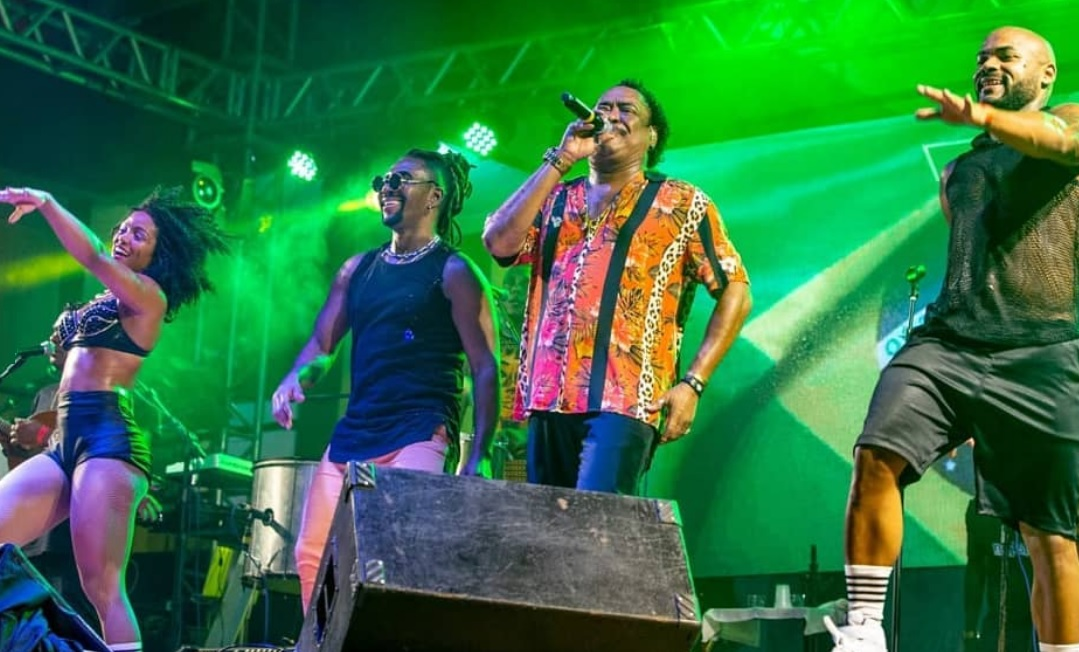
É o Tchan em 2020.

O gênero ganhou impulso por volta de 1994, tendo influências do samba duro baiano e do pagode do Rio de Janeiro. O primeiro sucesso do gênero foi a Dança do Tchaco, de Tonho Matéria. Nessa época, também despontava o grupo Gera Samba, que lançara um CD gravado de maneira independente com boa vendagem.
A partir de 1995, com o fenômeno do É o Tchan, o gênero obteve projeção nacional. Outros grupos surgiram, como Harmonia do Samba, Terra Samba, Raça Pura, Patrulha do Samba, Companhia do Pagode e Gang do Samba. No fim da década de 1990, apesar do nome pagode "baiano", surgiram grupos focados no estilo em outras partes do país, como o carioca Tchakabum e o paulista Axé Blond que também fizeram muito sucesso. Já nos anos 2000 surgiram outros grupos de destaque como Psirico, Parangolé, Pagod'art, LevaNóiz, Guig Guetho, Oz Bambaz, Saiddy Bamba, Fantasmão, Swing do P, Black Style e A Bronkka, Leo Santana.

## Características e estilo
É um ritmo baiano, advindo do samba-reggae, do Samba de roda do Recôncavo Baiano (e suas variações), do samba duro e de ritmos do Candomblé, caracterizado por linhas melódicas marcantes e percussão com destaque para o repique, que toca no acento característico da música. O pagode baiano também costuma usar instrumentos de samba como pandeiro e cavaquinho. Diferencia-se do axé, que geralmente é tocado com guitarra, bateria e sopros.
O pagodão se caracteriza por letras de duplo sentido com refrões simples, sendo mais popular entre as áreas periféricas. O gênero geralmente é criticado por questões morais, uma vez que suas letras trazem grande conotação de cunho sexual ou de sexualização dos corpos. No final da década de 2000 e nos anos subsequentes houve uma incorporação cultural de outros ritmos populares como o funk carioca dentro do pagode baiano, notadamente popularizada pela banda Black Style (com o cantor Robyssão e sua posterior carreira solo) no que ficou conhecido como "Pagofunk".